# Rebecca Marder
Pour les articles homonymes, voir Marder.
Ne doit pas être confondue avec l’actrice britannique Rebecca Mader
Rebecca Marder, née le 10 avril 1995 à Paris 14e (Île-de-France), est une actrice franco-américaine.
Issue d'une famille d'artistes, elle commence sa carrière au cinéma à l'âge de cinq ans avant de jouer adolescente dans le drame historique La Rafle, de Roselyne Bosch, où elle tient un second rôle aux côtés de Jean Reno, Gad Elmaleh et Mélanie Laurent. À vingt ans, elle intègre la Comédie-Française comme pensionnaire. Elle la quitte en 2021 quand sa carrière d'actrice au cinéma commence à prendre de l'élan.
Elle est révélée l'année suivante dans Une jeune fille qui va bien qui lui permet d'obtenir le Swan d'or de la révélation féminine au Festival de Cabourg ainsi que ses premières nominations aux Lumière et au César du meilleur espoir féminin. Elle enchaine rapidement avec des succès commerciaux et critiques avec le biopic Simone, le voyage du siècle dans lequel elle incarne Simone Veil, la comédie musicale : La Grande Magie, ou l'enquête policière : Mon Crime de François Ozon.

## Biographie

### Enfance et débuts
Fille du contrebassiste et auteur de musique de films américain Marc Marder et de Mathilde La Bardonnie, journaliste française, critique de théâtre au Monde et à Libération,, elle commence à l'âge de cinq ans sa carrière d'actrice puis joue dans Demandez la permission aux enfants, en 2007, avec Pascal Légitimus et Sandrine Bonnaire, et La Rafle de Roselyne Bosch, en 2010, avec Jean Reno et Gad Elmaleh.
Formée au conservatoire d'art dramatique du 13e arrondissement de Paris, elle rejoint l’école du Théâtre national de Strasbourg, en septembre 2014. 
Remarquée par Éric Ruf, elle intègre le 19 juin 2015, à vingt ans, la Comédie-Française, devenant la plus jeune pensionnaire de l'institution depuis Isabelle Adjani et la benjamine de la troupe. Elle débute dans le rôle de Lucietta dans Les Rustres de Carlo Goldoni.

### Depuis 2022: révélation critique et publique
L'année 2022 est un véritable tremplin dans la carrière de Rebecca Marder, avec quatre films qui sortent cette année. Tout d'abord, elle a un rôle principal dans le film indépendant Une jeune fille qui va bien. Le film est le premier long métrage écrit et réalisé par l'actrice Sandrine Kiberlain. Sandrine Kiberlain a découvert l'actrice quand sa propre fille Suzanne Lindon était sur le point de commencer le tournage de Seize Printemps dans lequel Rebecca jouait. Fascinée par le charisme et la timidité de la jeune actrice, Kiberlain l'invite à passer des essais. Présenté au Festival de Cannes en séance spéciale à la « Semaine de la critique », Une jeune fille qui va bien reçoit des critiques quasi unanimes quant à la prestation de Rebecca Marder. Pour ce rôle, la jeune actrice issue de la Comédie-Française obtient le Swan d'or de la révélation féminine au Festival de Cabourg. Quelques mois plus tard, elle est nommée au César du meilleur espoir féminin. Elle poursuit sa lancée dans un registre radicalement différent, avec la comédie musicale : Les Goûts et les Couleurs de Michel Leclerc. Elle y tient le rôle principal aux côtés de Judith Chemla et Félix Moati. Ce rôle est un vrai cadeau pour l'actrice qui est passionnée de comédies musicales depuis l'enfance et lui permet de pratiquer de nouveau le chant, ce qu'elle n'avait pas fait depuis toute petite. Quatre mois plus tard, elle présente Simone, le voyage du siècle, troisième film biographique du cinéaste Olivier Dahan. Le film revient sur le parcours personnel et politique de l'avocate et ancienne ministre de la Santé : Simone Veil. Il s'agit du premier grand rôle dramatique au cinéma de Rebecca.
En 2023, elle revient dans une nouvelle comédie musicale : La Grande Magie. Le film est une libre adaptation cinématographique de la pièce de théâtre éponyme du dramaturge napolitain Eduardo De Filippo. Elle y retrouve à cette occasion Judith Chemla, sa partenaire de jeu dans un autre film musical, Les Goûts et les couleurs et donne la réplique également au comédien Denis Podalydès et à l'acteur espagnol Sergi López. Le film reçoit de bonnes critiques. 
Elle tourne sous la direction de François Ozon dans la comédie dramatique : Mon crime. Elle y tient l'un des premiers rôles, celui d'une avocate débutante, au côté de Nadia Tereszkiewicz.
La même année, Rebecca Marder jouera le rôle de Madeleine Pastor dans De grandes espérances, en compagnie de Benjamin Lavernhe, interprète de son conjoint, et Emmanuelle Bercot. Ce film, réalisé par Sylvain Desclous, a obtenu le Label des spectateurs. Pour ce film, elle reçoit une 3e nomination aux César.

### Vie privée
Elle est en couple avec l'acteur Benjamin Lavernhe.

## Filmographie

### Cinéma
Longs métrages

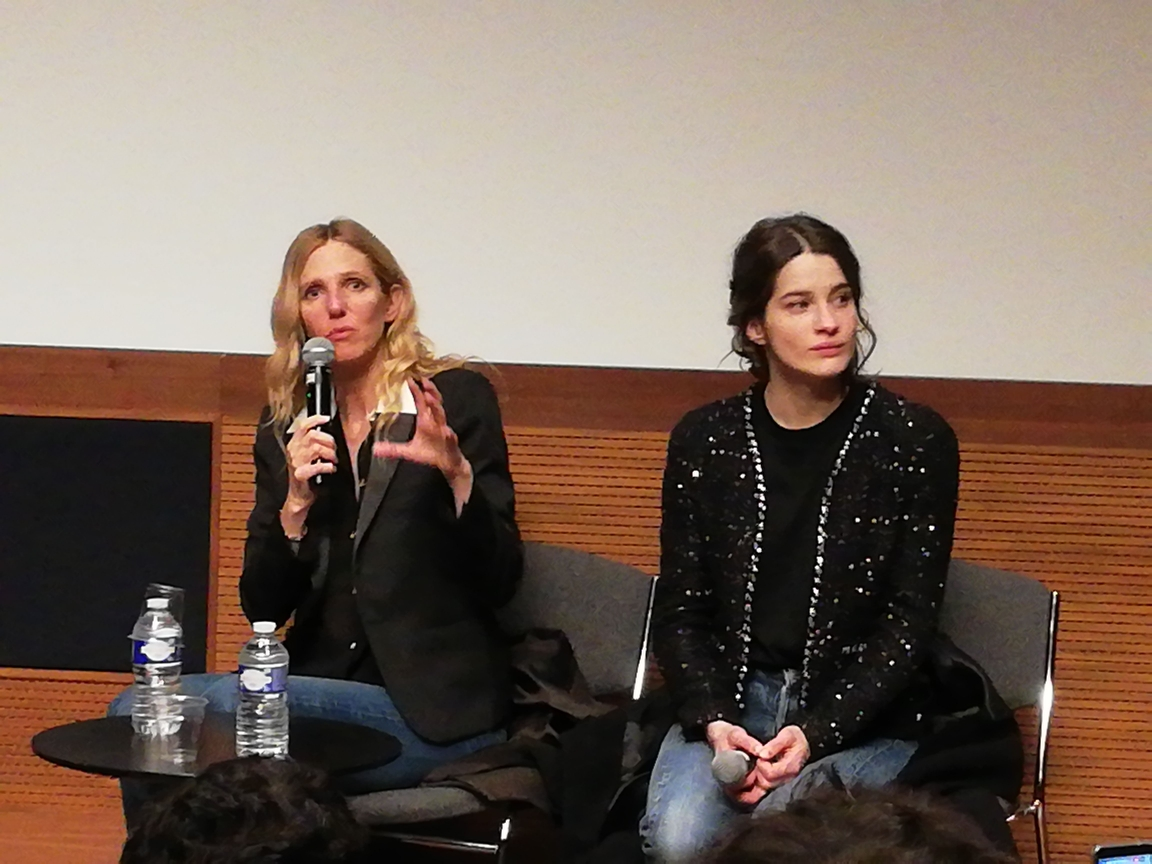
Sandrine Kiberlain et Rebecca Marder à une première du film Une jeune fille qui va bien en 2022.

- 2001 : Ceci est mon corps de Rodolphe Marconi : Charlotte
- 2007 : Demandez la permission aux enfants d'Éric Civanyan : Lola
- 2010 : La Rafle de Roselyne Bosch : Rachel Weismann
- 2018 : Un homme pressé d'Hervé Mimran : Julia
- 2019 : Deux Moi de Cédric Klapisch : Capucine Brunet
- 2020 : La Daronne de Jean-Paul Salomé : Gabrielle Portefeux
- 2020 : Seize Printemps de Suzanne Lindon : Marie
- 2021 : Tromperie d'Arnaud Desplechin : L'étudiante
- 2021 : Une jeune fille qui va bien de Sandrine Kiberlain : Irène
- 2022 : Les Goûts et les Couleurs de Michel Leclerc : Marcia
- 2022 : Simone, le voyage du siècle d'Olivier Dahan : Simone Veil jeune
- 2022 : La Grande Magie de Noémie Lvovsky : Amélie
- 2023 : Mon crime de François Ozon : Pauline Mauléon
- 2023 : De grandes espérances de Sylvain Desclous : Madeleine Pastor
- 2025 : L'Étranger de François Ozon : Marie Cardona

Courts métrages
- 2000 : Pimprenelle de Yamina Benguigui
- 2014 : Garçonne de Nicolas Sarkissian : Lisa
- 2017 : Le Consentement, d'Emmanuel Mouret

Documentaire
- 2020 : Irradiés de Rithy Panh : Elle

### Télévision
- 2008 : Clara, une passion française de Sébastien Grall : Marie-Claude, de 13 à 20 ans
- 2011 : E-Love d'Anne Villacèque : Nina
- 2012 : Emma d'Alain Tasma : Emma
- 2015 : Deux d'Anne Villacèque : Evelyne
- 2018 : Fiertés (mini-série, épisode 3, 2013) de Philippe Faucon : Noémie
- 2025 : Les Lionnes, série télévisée d'Olivier Rosemberg :

## Théâtre
Comédie Française
- 2015 : Les Rustres de Carlo Goldoni, mise en scène de Jean-Louis Benoît, Théâtre du Vieux-Colombier
- 2016 : George Dandin ou le Mari confondu et La Jalousie du Barbouillé de Molière, mise en scène de Hervé Pierre, Théâtre du Vieux-Colombier
- 2017 : Bajazet de Jean Racine, mise en scène d'Éric Ruf, Théâtre du Vieux-Colombier
- 2017-2019 : L'Hôtel du libre échange de Georges Feydeau, mise en scène d'Isabelle Nanty, Salle Richelieu
- 2017-2018 : La Règle du jeu d'après Jean Renoir, mise en scène de Christiane Jatahy, Salle Richelieu
- 2017-2018 : Après la pluie de Sergi Belbel, mise en scène de Lilo Baur, Théâtre du Vieux-Colombier
- 2018 : J'étais dans ma maison et j'attendais que la pluie vienne de Jean-Luc Lagarce, mise en scène de Chloé Dabert, Théâtre du Vieux-Colombier
- 2018 : L'Éveil du printemps de Frank Wedekind, mise en scène de Clément Hervieu-Léger, Salle Richelieu
- 2019 : Fanny et Alexandre de Ingmar Bergman, mise en scène de Julie Deliquet, Salle Richelieu
- 2019 : Electre/Oreste de Euripide, mise en scène de Ivo van Hove, Salle Richelieu
- 2019 : Les Serge (Gainsbourg point barre), conception Stéphane Varupenne et Sébastien Pouderoux, Studio-Théâtre
- 2020 : Le Côté de Guermantes de Marcel Proust, adaptation et mise en scène Christophe Honoré, théâtre Marigny
- 2021 : La Cerisaie de Anton Tchekhov, mise en scène Clément Hervieu-Léger, Salle Richelieu

Hors Comédie Française
- 2023 : Tango y Tango de Santiago Amigorena, mise en scène Marcial Di Fonzo Bo, théâtre du Rond-Point

## Distinctions

### Récompenses
- Festival de la fiction TV de La Rochelle 2011 : Prix jeune espoir féminin pour Emma[9]
- Festival du film de Cabourg 2022 : Swann d'or de la révélation féminine pour Une jeune fille qui va bien[10]

### Nominations
- César 2023 : Meilleur espoir féminin pour Une jeune fille qui va bien
- Lumières 2023 : Meilleure révélation féminine pour Une jeune fille qui va bien
- César 2024: Meilleure révélation féminine pour De grandes espérances [11]